# Задворный, Павел Гаврилович
Павел Гаврилович Задворный (16 ноября 1916 — 14 мая 1967) — советский хозяйственный, государственный и политический деятель, Герой Социалистического Труда.

## Биография
Родился 16 ноября 1916 года в селе Телепеньки. Член КПСС.
Участник Великой Отечественной войны, начальник дивизионного обменного пункта 422-й стрелковой дивизии, начальник продовольственного обменного пункта 81-й гвардейской стрелковой дивизии. С 1946 года — на хозяйственной, общественной и политической работе. В 1946—1976 гг. — председатель колхоза «Заря» Винницкого района Винницкой области.
Указом Президиума Верховного Совета СССР от 22 марта 1966 года присвоено звание Героя Социалистического Труда с вручением ордена Ленина и золотой медали «Серп и Молот».
Умер в Телепеньках 14 мая 1967 года.